# Белогърло тинаму
Белогърлото тинаму (Tinamus guttatus) е вид птица от семейство Тинамуви (Tinamidae). Видът е почти застрашен от изчезване.

## Разпространение
Видът е разпространен в Боливия, Бразилия, Венецуела, Еквадор, Колумбия и Перу.